# Верхний Базлук
Верхний Базлук — деревня в Ленском районе Архангельской области. Входит в состав Сафроновского сельского поселения.

## География
Находится в юго-восточной части Архангельской области на расстоянии приблизительно 3 км на запад-юго-запад по прямой от административного центра района села Яренск.

## История
Деревня Базлук была известна еще с 1608 года как поселение с 2 дворами, в 1710 было 7 дворов. В 1859 году здесь (деревня Яренского уезда Вологодской губернии) было учтено 11 дворов.

## Население
Численность населения: 96 человек (1859 год), 0 как в 2002 году, так и в 2010.